# Fabio Borbottoni
Fabio Borbottoni (né à Florence en 1820–1902) est un peintre italien, principalement de vedute urbaines de Florence . 

## Biographie
Fonctionnaire des chemins de fer italien, Fabio Borbottoni se consacre à la peinture depuis sa jeunesse, exprimant une prédilection pour les thèmes du védisme et de la peinture d'intérieur.
Sa spécialité était la représentation des églises et des scènes de la ville de la Florence antique, par exemple: l' intérieur du Duomo, l' intérieur de Santa Croce, l' église de la Certosa, l' intérieur du Santo Spirito . Il avait également une prédilection pour la peinture de scènes nostalgiques de paysages urbains qui ont été modifiés lors du   Risanamento de Florence, comme le Mercato Vecchio . l' ancienne Porte San Giorgio ; la Porta a Pinti ; Firenze dall'Erta Canina ; forteresse du Belvédère  et San Miniato . 
Plus de 120 de ses vues de la ville de Florence, issues de la collection familiale du peintre, ont été exposées en 2015 dans le cadre de l'exposition Florence : photographie d'une ville entre histoire et actualité.

## Galerie

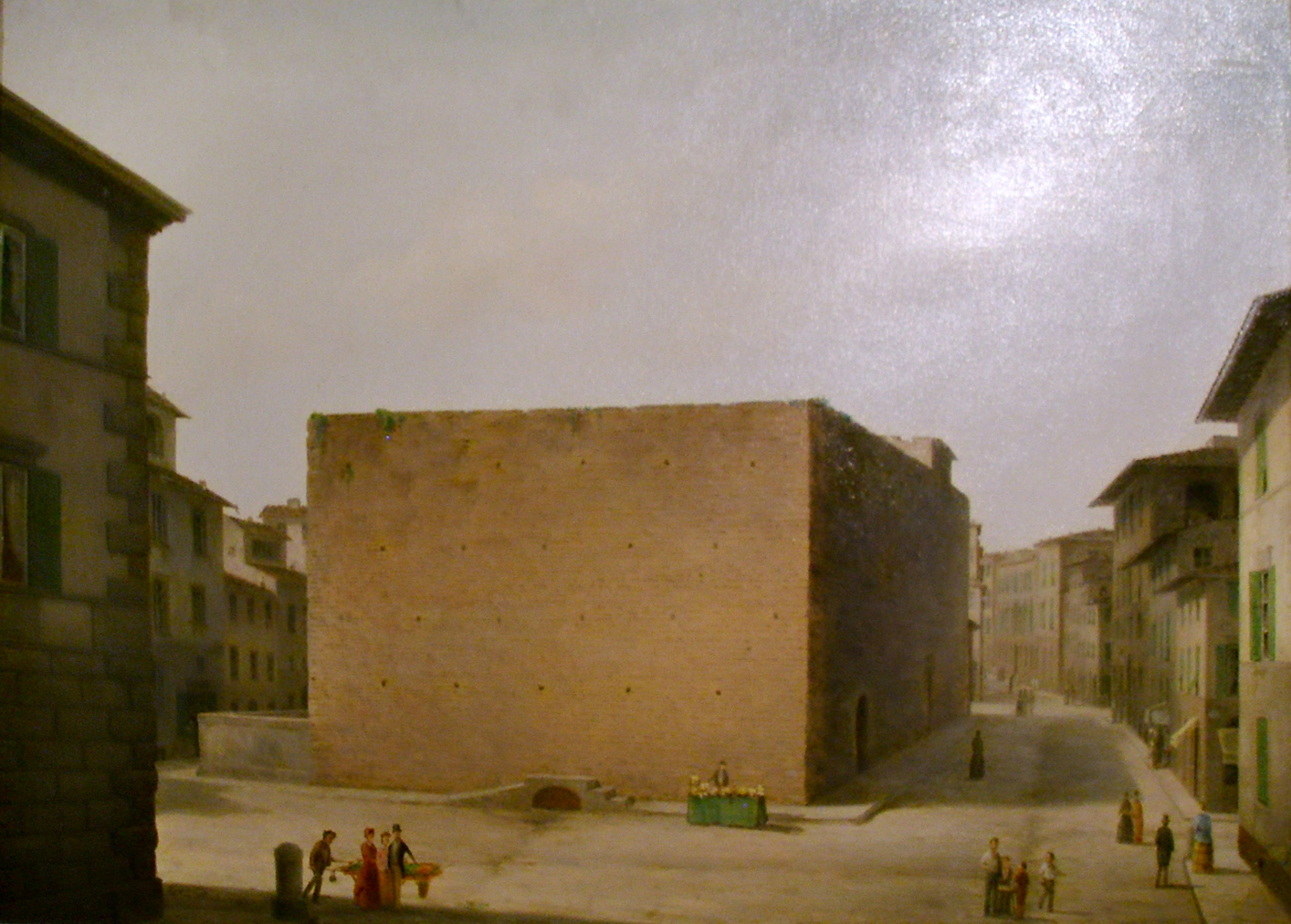
Carcere delle Stinche (prison)
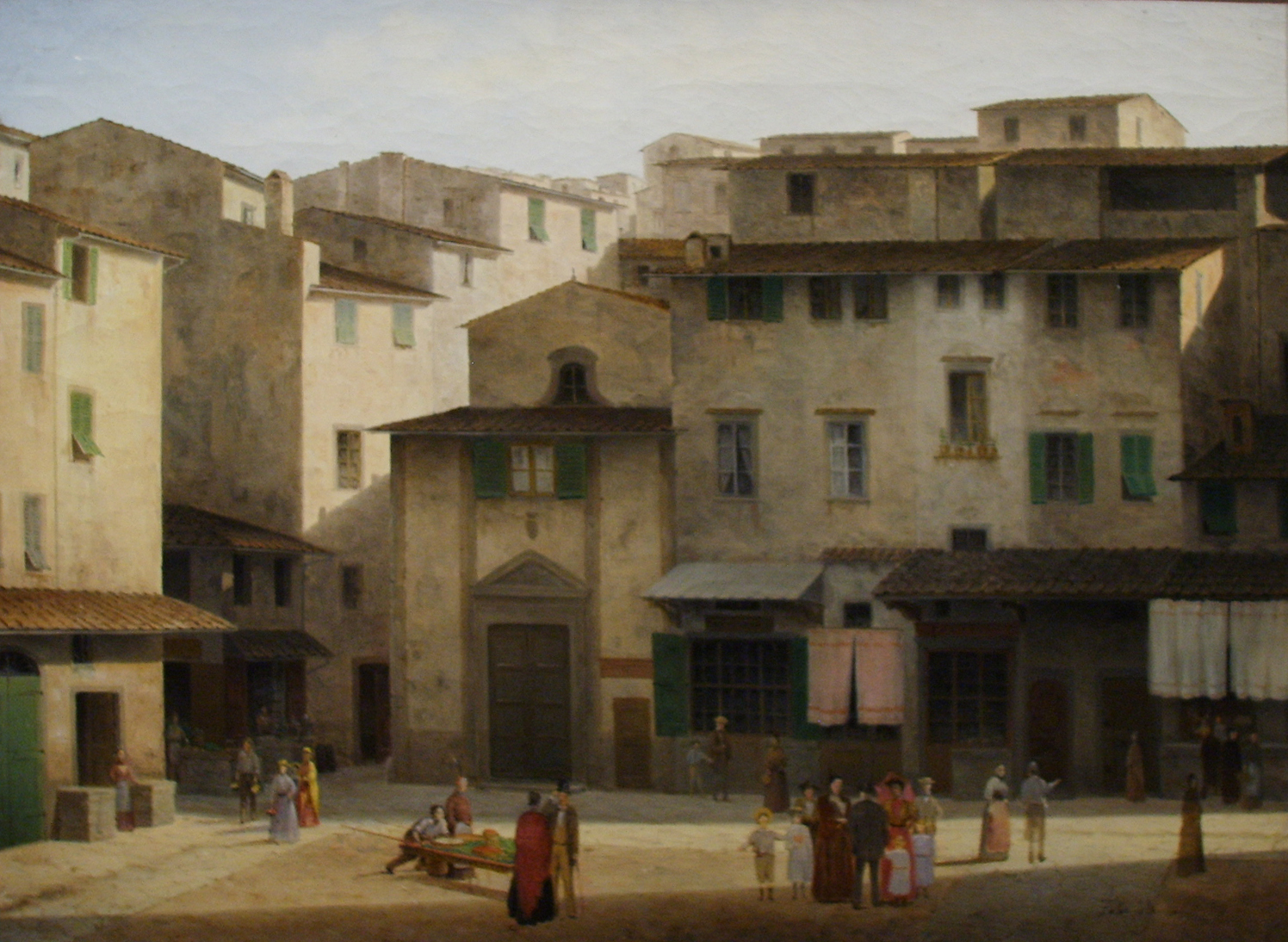
Église de San Tommaso
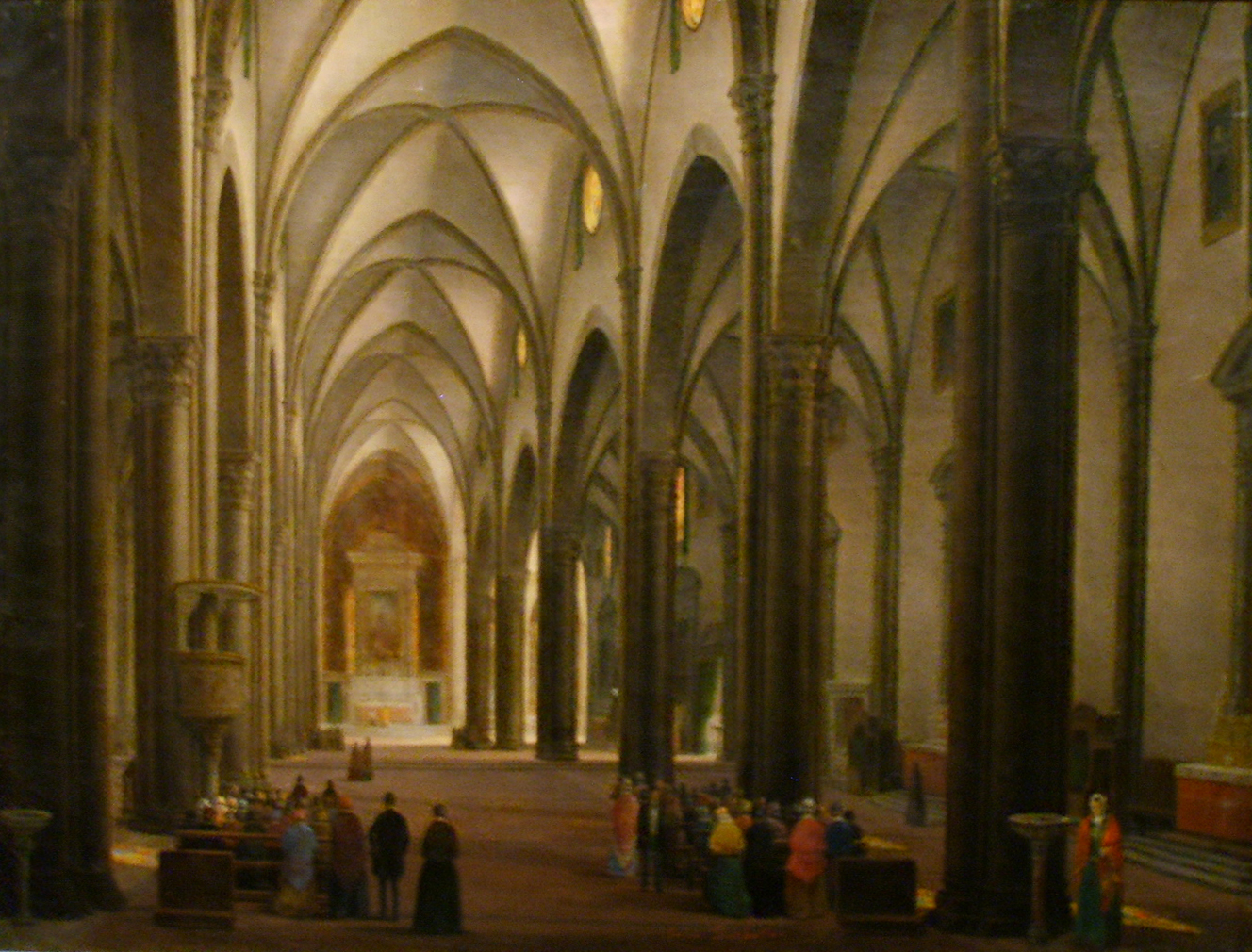
Intérieur, Santa Maria Novella
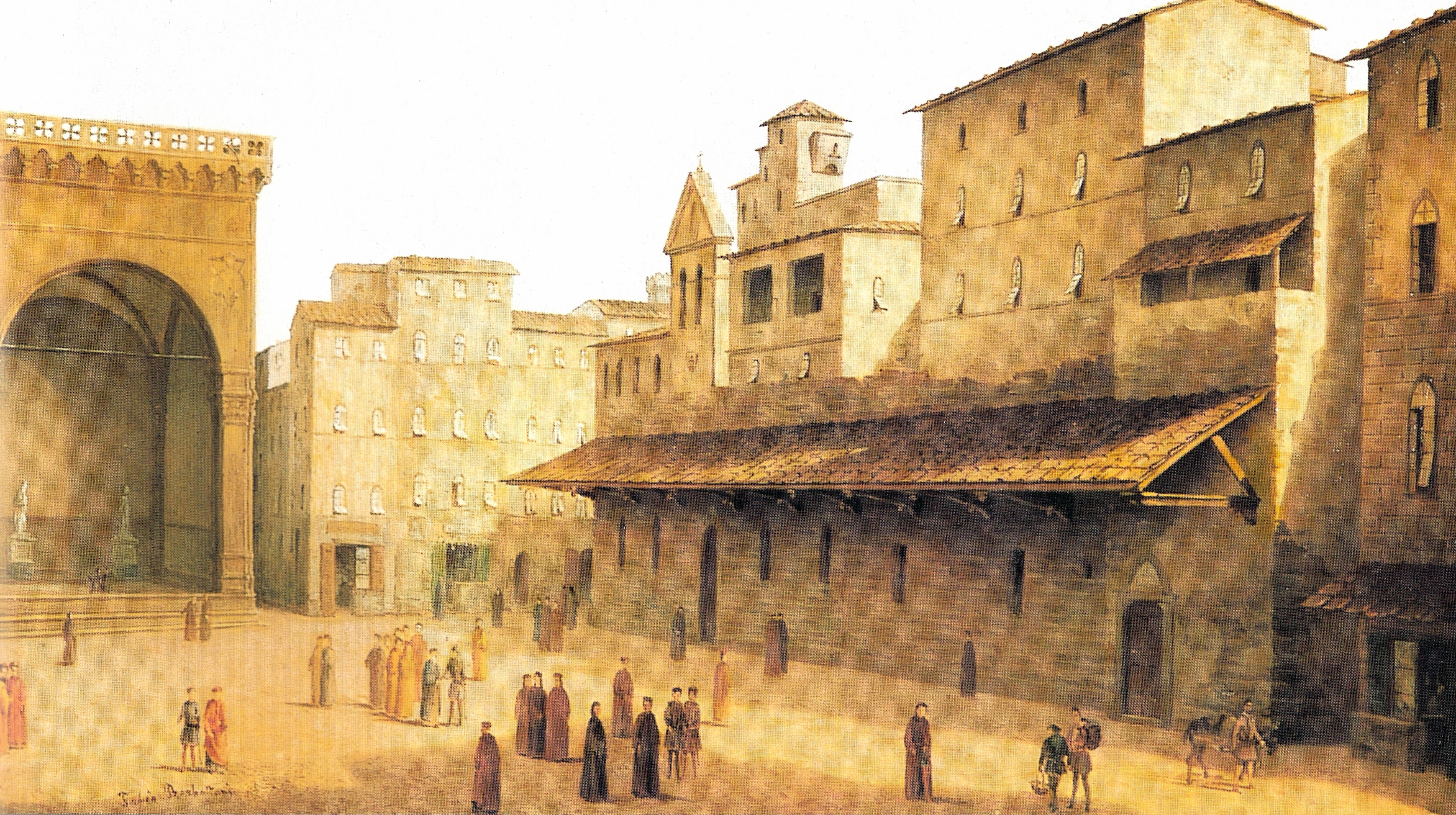
Loggia dei Pisani et Arte del Cambio (Palais des Assurances générales (Florence))
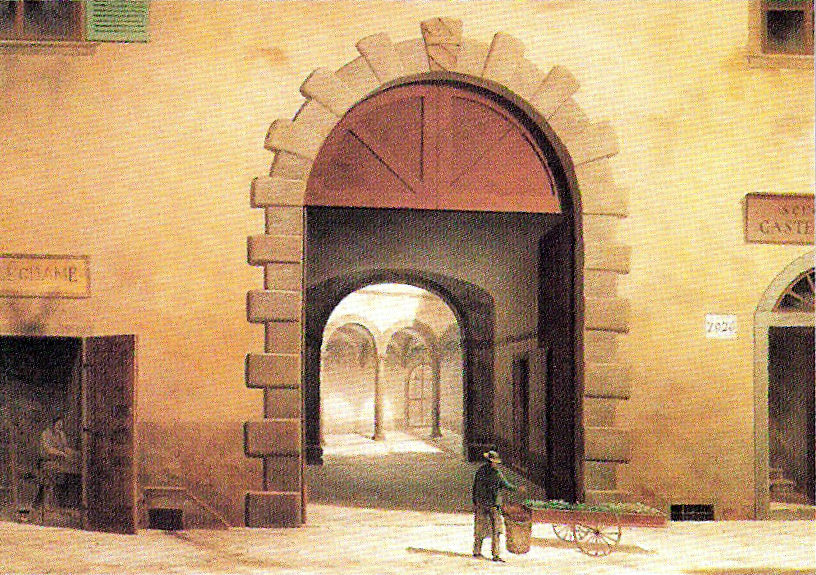
Palazzo Corsini Antinori.
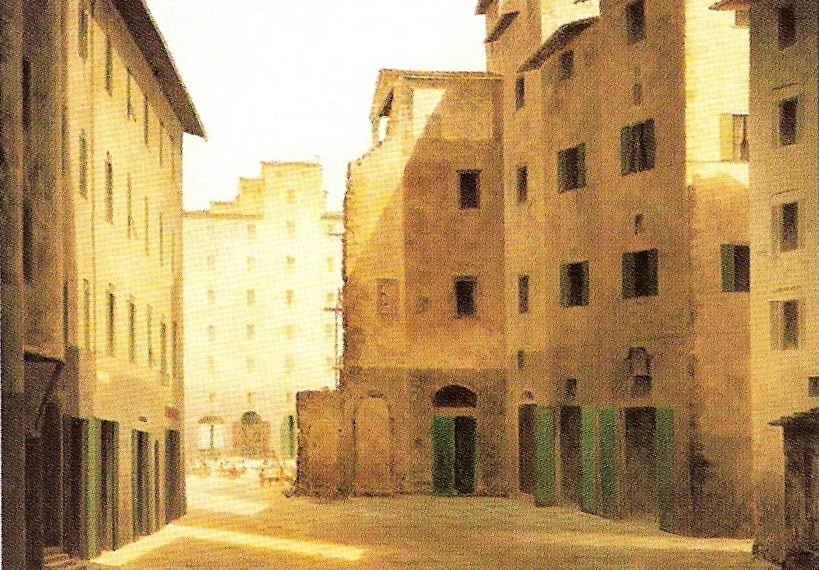
Mercato Vecchio.
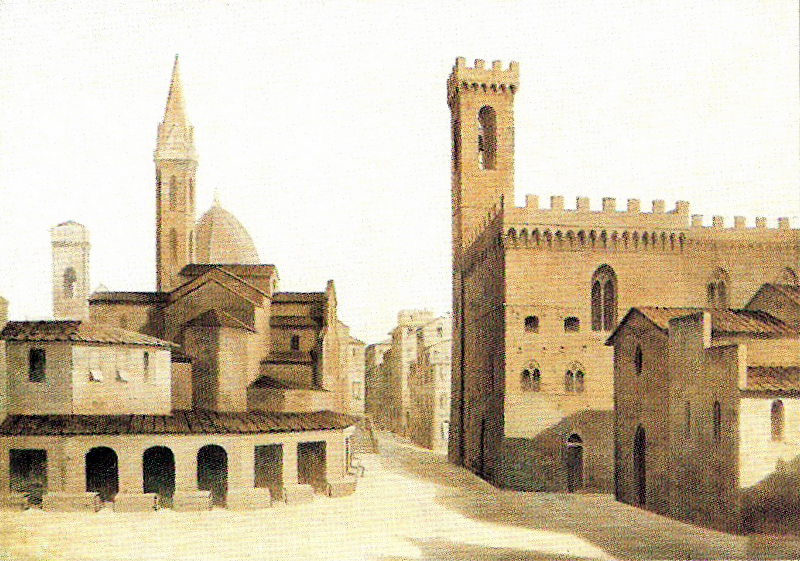
Vue de la Piazza San Firenze